# Бончо Урумов
Бончо Урумов е български актьор, режисьор и педагог.

## Биография
Роден на 9 май 1937 година в град Шумен. Завършва право, а след това завършва и актьорско майсторство в класа на професор Боян Дановски. Работи в Хасковския драматичен театър, Драматичен театър „Н. О. Масалитинов“ в Пловдив и в театър Сълза и смях.
По време на престоя си в Пловдив преподава актьорско майсторство в школата за кадри към тогавашният окръжен Център за художествена самодейност.
Създава и ръководи Младежката театралната студия, към Нов драматичен театър „Сълза и смях“, която по-късно започва да носи неговото име.
Умира на 8 януари 2002 година в София.

## Телевизионен театър
- „Отиваше си старецът от старицата“ (1989) (Симеон Злотников)
- „Мадам Сан Жен“ (1988) (Викториен Сарду)

## Филмография
| Година      | Филми/Сериали                  | Серии  | Роля                                  |
| ----------- | ------------------------------ | ------ | ------------------------------------- |
| 2001        | Наблюдателя                    |        |                                       |
| 2001        | Търси се екстрасенс (тв)       |        | министър                              |
| 1990        | Живот на колела                | 5      |                                       |
| 1987        | Цветове на изгрева (тв сериал) | 3      | (в 1 серия: III (като Бончо Юрумов))  |
| 1986        | Те надделяха                   |        |                                       |
| 1985        | Смъртта може да почака         |        |                                       |
| 1984        | В името на народа              | 8      |                                       |
| 1984        | Дело 205/1913 П. К. Яворов     |        |                                       |
| 1980        | Въздушният човек               |        |                                       |
| 1979        | Строгият от квартал „Акация“   |        | следователят                          |
| 1977        | Задача с много неизвестни      | 3      |                                       |
| 1973        | Голямата скука                 |        |                                       |
| 1969 – 1971 | На всеки километър             | 26     | (през 1971)                           |
| 1969        | Един миг свобода               | 2 нов. | (във 2-рата новела: „Искам да живея“) |
| 1967        | Случаят Пенлеве                | 3 нов. | редник (във 2-рата новела: „Пенлеве“) |
| 1965        | Дрямка                         |        |                                       |
| 1964        | Веригата                       |        |                                       |